# Кривцов, Владимир Иванович (композитор)
Владимир Иванович Кривцо́в (11 ноября 1938, Москва, СССР — 9 июня 1990, там же) — советский композитор. Автор ряда симфонических произведений (в том числе четыре симфонии), камерных и вокальных сочинений, а также музыки ко многим мультфильмам и фильмам.

## Биография
В 1963 году окончил Московскую консерваторию по классу фортепиано у Т. П. Николаевой, а в 1966 — по классу композиции у Е. К. Голубева. Первое время после окончании консерватории работал преподавателем в фортепианном классе Московского хорового училища (1963—1966), затем — музыкальным редактором в издательствах «Москва» и «Советский композитор» (1966—1968).

В 1974 году ушёл с должности редактора на творческую работу. Длительное время сотрудничал с киностудией «Союзмультфильм».
Кривцов создал музыку к японскому полнометражному мультфильму «Двенадцать месяцев».
Главное место в творчестве Кривцова занимают симфонические произведения. Самые значительные работы — Первая симфония (1975), Музыка к советско-ливийскому документальному фильму «Горящие пески» (1988, режиссёр Хассан Ходжа).

## Фильмография

### Композитор
- 1970 «Дядя Миша»
- 1971 «Песни огненных лет»
- 1971 «Старая игрушка»
- 1971 «Три банана»
- 1971 «Соломенный бычок»
- 1971 «Последний заяц»
- 1973 «Детство Ратибора»
- 1973 «Мы с Джеком»
- 1974 «Весёлая карусель № 6. Путаница»
- 1975 «Завтра день рождения бабушки»
- 1976 «Храбрец-удалец»
- 1977 «Мальчик-с-пальчик»
- 1978 «Последняя невеста Змея Горыныча»
- 1979 «Страшная история»
- 1980 «Лебеди Непрядвы»
- 1981 «Кот Котофеевич»
- 1982 «Лиса Патрикеевна»
- 1982 «Сын камня»
- 1983 «Волчище — серый хвостище»
- 1983 «Пилюля»
- 1983 «Малиновка и медведь»
- 1984 «Волшебная лопата»
- 1985 «Сказ о Евпатии Коловрате»
- 1986 «Сын камня и великан»

#### посмертная премьера
- 1990 «Комино»